# Ellicott City
Ellicott City statisztikai település az Amerikai Egyesült Államok Maryland államában, Howard megyében, melynek megyeszékhelye is. Lakosainak száma 75 947 fő (2020. április 1.).

## Népesség
A település népességének változása:

| 2010 | 65 834 |
| 2020 | 75 947 |